# Núria Albó i Corrons
Núria Albó i Corrons (la Garriga, 2 de juliol de 1930) és una escriptora i política catalana.

## Biografia
El 1948 inicià els estudis de Filosofia i Lletres a la Universitat de Barcelona, on es llicencia en Pedagogia. Exercí de professora fins al 1979, quan encapçalà la candidatura d'esquerres de la Garriga i fou elegida alcaldessa d'aquesta població vallesana. Col·laborà a diverses revistes com ara Inquietud i el 9 Nou de Vic.
Com a escriptora, s'inicià en el certamen de Cantonigròs, on rebé el premi de narració pel conte "Perquè veuran Déu". Posteriorment, el 1961, publicà el llibre de poesies La mà pel front, premi Cant espiritual de Cantonigròs. El 1972 aparegué Díptic, poemari en col·laboració amb Maria Àngels Anglada. Guanyà també els premis Caravel·la pel llibre de poemes L'encenedor verd (1980) i el Guillem Viladot pel recull de poesia infantil M'ho ha dit el vent (2001).
En narrativa ha conreat sobretot la literatura infantil i juvenil: El fantasma Santiago (1979), Cucut (1981), Mixet (1984), Tanit (1984), Arfa (1988), Gina (1993), Ariadna (1994), Natàlia (1996), Íngrid (2002)... També ha publicat les novel·les de base històrica: Fes-te repicar (1979), Agapi mou (1980), Desencís (1980), Tranquil, Jordi, tranquil (1984) i Quan xiula el tren (1997).
És autora de les versions literàries de les cantates: L'ocell daurat (1967) -música de Frederic Mompou-, En Pere sense por (1972) -música d'Ernest Cervera-, Tirant lo blanc (1977) -música d'Antoni Ros-Marbà- i El timbaler del Bruc (1997) -música de Manuel Oltra. Ha escrit obres d'assaig polític i de divulgació com ara Les dones i la política en col·laboració amb Rosa Martí i Juli Busquets.
És autora, juntament amb el compositor Josep Maria Torrents, del recull de cançons Picant de mans, editat per Amalgama edicions.
El 2010, en el marc de l'Any Núria Albó que l'Ajuntament de La Garriga va decidir celebrar amb motiu del seu vuitantè aniversari, es va assignar a la Biblioteca de La Garriga el nom de “Biblioteca Núria Albó de la Garriga”.
El 2012 va guanyar la Creu de Sant Jordi.